# Marsilio Ficino
Marsilio Ficino, łac. Marsilius Ficinus (ur. 19 października 1433 w Figline Valdarno, zm. 1 października 1499 w Careggi), włoski filozof renesansowy, humanista, neoplatonik, filolog, astrolog, jedna z najbardziej znanych postaci wczesnego renesansu, nazywany „Drugim Platonem”.

## Twórczość
Założyciel i kierownik Akademii florenckiej. Tłumacz i komentator dzieł Platona (kompletny przekład w 1484) i Plotyna. Ficino w swych pracach podkreślał boskość natury ludzkiej wyrażonej dążeniem człowieka do utożsamienia się z Bogiem. Główną pracą Ficina jest Teologia platońska (łac. Theologia platonica de immortalitate animorum), która uchodzi za jedno z najsłynniejszych i najważniejszych filozoficznych dzieł renesansowych. W swojej teorii demonów nawiązywał do znajomości pism neoplatoników: Jamblicha, Porphyrego,  Synesiusa i Psellusa Bizantyńskiego.
Ficino był twórcą terminu "miłość platoniczna", której koncepcję opisał w komentarzu do Uczty Platona (łac. Commentarium Marsilii Ficini Florentini in Convivium Platonis de Amore). W estetyce i filozofii miłości Ficino podkreślał metafizyczną naturę piękna i zrodzonej przez niego miłości, uważając piękno za "oblicze Boga".

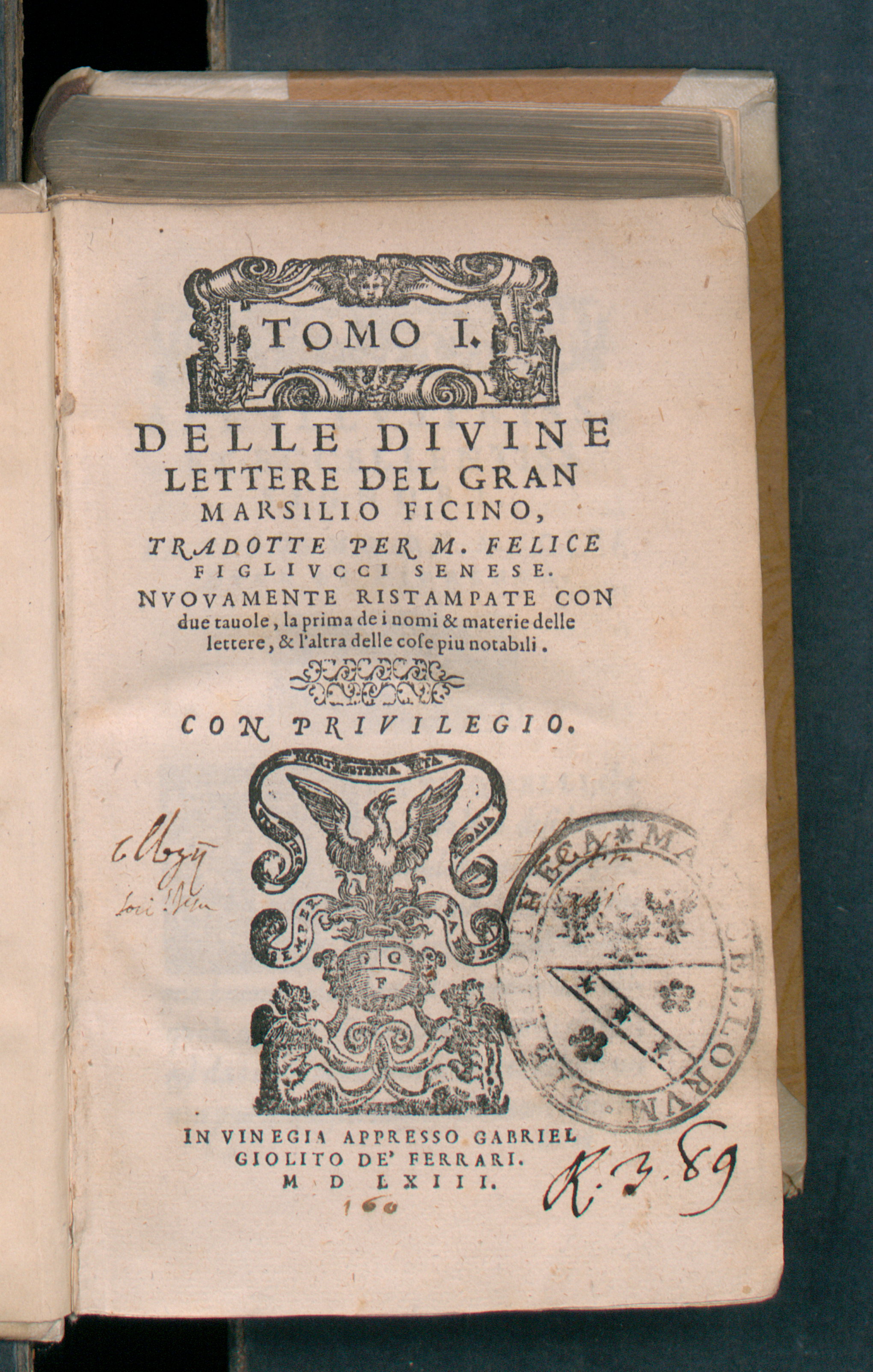
Delle divine lettere del gran Marsilio Ficino, frontyspis edycji z 1563

## Przekłady na język polski
- Marsilio Ficino. STRESZCZENIE ORAZ KOMENTARZ DO FAJDROSA I-VI. „Lectiones & Acroases Philosophicae”. VI (2), s. 229-243, 2013. Artur Pacewicz (red.). Wydawnictwo Uniwersytetu Wrocławskiego. ISSN 2082-9221. (pol.).